# Луций Волузий Сатурнин (консул 87 года)
Луций Волузий Сатурнин (лат. Lucius Volusius Saturninus) — римский политический деятель конца I века.
Сатурнин был представителем старинного преторского рода Волузиев. Его отцом был консул 56 года Квинт Волузий Сатурнин, матерью — Нония Торквата, а братом консул 92 года Квинт Волузий Сатурнин. О карьере Сатурнина известно лишь то, что в 87 году он занимал должность ординарного консула вместе с императором Домицианом. Его супругой была Лициния Корнелия, а сыном — консул-суффект коло 112 года Луций Волузий Торкват Вестин.